# Calephelis yautepequensis
Calephelis yautepequensis är en fjärilsart som beskrevs av De la Maza och Turrent Díaz 1977. Calephelis yautepequensis ingår i släktet Calephelis och familjen Riodinidae. Inga underarter finns listade i Catalogue of Life.